# Байбатина, Зарина Боранбаевна
Зарина Боранбаевна Байбатина (род. 11 мая 1984 года, Ермак, Павлодарская область, Казахская ССР) — казахстанская дзюдоистка-паралимпийка, серебряный призёр летних Паралимпийских игр 2020 в Токио.

## Биография
Зарина Байбатина пришла в спорт подростком. Училась в школе-интернате для одарённых детей. Занималась дзюдо и боксом, была медалисткой чемпионата Казахстана по дзюдо. Медики, указав на проблемы со зрением, порекомендовали забыть о большом спорте. Но позже павлодарские тренеры уговорили её заняться пара-дзюдо в частном клубе. 
29 августа 2021 года в Токио на летних Паралимпийских играх 2020 Зарина Байбатина выступала в весовой категории свыше 70 кг. В четвертьфинале она одержала победу над монгольской спортсменкой Алтанцэцэг Ньямаа, в полуфинале победила итальянку Каролину Косту. В финале уступила дзюдоистке из Азербайджана Дурсадаф Керимовой и получила серебряную медаль Паралимпиады-2020.

## Награды
- Орден «Парасат» (6 сентября 2021 года)[4]